# Тимонинское
Тимонинское — деревня в Сокольском районе Вологодской области.
Входит в состав Биряковского сельского поселения, с точки зрения административно-территориального деления — в Биряковский сельсовет. Расположена к югу от автодороги А123.
Расстояние по автодороге до районного центра Сокола — 106 км, до центра муниципального образования Бирякова — 6 км. Ближайшие населённые пункты — Заболотье, Следово, Арганово, Черемховая.
По переписи 2002 года население — 6 человек.